# David Thorpe
David Thorpe (* 1972 in London) ist ein britischer Collage-, Objekt- und Installationskünstler sowie Zeichner und Maler.

## Leben
Thorpe studierte von 1991 bis 1994 an der Humberside University in Lincoln, wo er mit dem BA (Hons) Fine Art abschloss. Von 1996 bis 1998 setzte er seine Studien an der Goldsmiths University fort und erlangte dort seinen Master of Arts. Er lebt und arbeitet in London.

## Werk
Thorpe wurde vor allem durch seine aufwendig gearbeiteten Collagen aus Papier und anderen Materialien international bekannt. Im Laufe seiner künstlerischen Karriere wandte er sich jedoch immer wieder neuen Medien zu. So schuf er auch Installationen, Objekte, Skulpturen, Aquarelle und Zeichnungen. Ein wiederkehrender zentraler Aspekt seiner Werke ist die Schaffung utopischer Welten. Vorstellungen von Freiheit und Unabhängigkeit werden thematisiert. Ein allgegenwärtiges Sujet ist die Natur, auch wenn Thorpe sie häufig nur als stilisiertes Dekor einsetzt. Seine Installationen beruhen auf akribisch ausgeführten kunsthandwerklichen Techniken und sind auf den Ausstellungsort zugeschnitten. Die Referenzen seiner Arbeit sind vielfältig, so bezieht sich der Künstler unter anderem auf die europäische Romantik, die amerikanische Pioniermalerei, die Arts-and-Crafts-Bewegung und die Klassische Moderne.

## Werke (Auswahl)
- We never sleep, 1998, Papiercollagen
- Pilgrims, 1999, Collection Laura Steinberg and Bernardo Nadal-Ginard
- Life is Splendid, 2000, Collection Laura Steinberg and Bernardo Nadal-Ginard
- The Colonist, 2004, Installation, Ausstellung 2004 Tate Britain, Sammlung Goetz
- A Weak Light Flickering, 2007/2008, Installation, Ausstellung 2008 Museum Kurhaus Kleve
- The Defeated Life Restored (drei mit Kacheln bedeckte sternförmige Skulpturen und großformatige Pflanzenaquarelle in einem durch Wandschirme definierten Raum), Installation, Ausstellung 2008 Museum Kurhaus Kleve[2]
- The Collaborator (Box mit aufgemaltem Blumenmuster auf Holzbeinen, die Sound-System und Lichtquelle beinhaltet), 2010, Objekt

## Einzelausstellungen (Auswahl)
- 2004: Tate Britain, London (mit Katalog)[3]
- 2005, 2012, 2019: Maureen Paley, London
- 2007: Kunsthaus Glarus
- 2008: Museum Kurhaus Kleve (mit Katalog)
- 2009: Kunstverein Hannover (mit Katalog)
- 2010: Casey Kaplan, New York